# Stazione di Borgo Tufette
La stazione di Borgo Tufette era una fermata ferroviaria posta sulla linea Velletri-Terracina. Sita nel territorio comunale di Bassiano, serviva la località di Tufette, frazione del comune italiano di Sermoneta.

## Storia
La fermata venne attivata il 1º settembre 1941.